# Кирси Клемонс
Кирси Никол Клемонс (енгл. Kiersey Nicole Clemons; Пенсакола; 17. децембар 1993) америчка је глумица, певачица и продуценткиња. Њена продорна улога догодила се у хумористичко-драмском филму Мангуп из 2015. године, у ком је тумачила Касандру „Диги” Ендруз. Играла је споредну улогу у филмовима Лоше комшије 2 (2016), Танка линија смрти (2017), Срца куцају гласно (2018), Sweetheart (2019), Маза и Луња (2019), Скуби-Ду! (2020) и Лига правде Зака Снајдера (2020).
Играла је споредне улоге у бројним телевизијским серијама, као што су Остин и Али (2013), Транспарент (2014–2015), Семе живота (2015) и Лако (2016–2019). Клемонс је играла главну улогу у финалној сезони хумористичке серије Анџи Трајбека (2018).

## Приватни живот
Клемонс се изјашњава као квир.

## Филмографија

### Филм
| Година | Српски назив              | Изворни назив    | Улога                  | Напомене                |
| ------ | ------------------------- | ---------------- | ---------------------- | ----------------------- |
| 2015.  | Мангуп                    |                  | Касандра „Диги Ендруз” |                         |
| 2016.  | Лоше комшије 2            |                  | Бет Гледстон           |                         |
| 2017.  | Н/Д                       |                  | Мими Пастори           |                         |
| 2017.  | Танка линија смрти        |                  | Софија Менинг          |                         |
| 2018.  | Н/Д                       |                  | Мариса                 |                         |
| 2018.  | Срца куцају гласно        | Hearts Beat Loud | Саманта Ли „Сам” Фишер |                         |
| 2018.  | Н/Д                       |                  | Валосити               | такође ко-продуценткиња |
| 2019.  | Н/Д                       |                  | Џенифер „Џен” Реминг   |                         |
| 2019.  | Маза и Луња               |                  | Драга                  |                         |
| 2020.  | Скуби-Ду!                 |                  | Ди Ди Скајс            | гласовна улога          |
| 2020.  |                           | Џулија           |                        |                         |
| 2021.  | Лига правде Зака Снајдера |                  | Ајрис Вест             |                         |
| 2023.  | Флеш                      |                  | Ајрис Вест             |                         |

### Телевизија
| Година     | Српски назив             | Изворни назив | Улоа           | Напомене                              |
| ---------- | ------------------------ | ------------- | -------------- | ------------------------------------- |
| 2010.      | Играј!                   |               | Данијела       | 2. епизоде                            |
| 2011.      | Н/Д                      |               | Самер          | 1. епизода                            |
| 2011.      | Срећно, Чарли            |               | Алиша          | 1. епизода                            |
| 2013.      | Место злочина: Лас Вегас |               | Гвен Онета     | 1. епизода                            |
| 2013.      | Остин и Али              |               | Кира Стар      | споредна улога (2–3. сезона)          |
| 2014.      | Клауд 9                  |               | Скај Сејлор    | оригинални филм Disney Channel-а                    |
| 2014.      | Н/Д                      |               | Оли            | 2. епизоде                            |
| 2014–2015. | Транспарент              |               | Бјанка         | споредна улога                        |
| 2015.      | Слаткиш за очи           |               | Софија Престон | главна улога                          |
| 2015.      | Семе живота              |               | Луси           | споредна улога (2. сезона)            |
| 2015.      | Н/Д                      |               | конобарица     | 1. епизода                            |
| 2015–2016. | Нова девојка             | New Girl      | Кеј-Си         | 2. епизоде                            |
| 2016–2019. | Лако                     |               | Чејс           | 4 епизоде                             |
| 2017.      | Н/Д                      |               | Викторија      | телевизијски специјал; гласовна улога |
| 2018.      | Анџи Трајбека            |               | Марија Чаро    | главна улога (4. сезона)              |
| 2019.      | Н/Д                      |               | Џоен Џеферсон  | телевизијски специјал                 |
| 2019.      | Боџек Хорсман            |               | Џејмсон Х.     | 1. епизода                            |
| 2020.      | Н/Д                      |               | Џејн           | непродати ТВ пилот                    |

### Музички спотови
| Година | Назив | Извођач(и) | Улога        | Напомене |
| ------ | ----- | ---------- | ------------ | -------- |
| 2014.  | „”    | Треј Сонгз | девојка      |          |
| 2015.  | „”    | Лејди Гага | Ејвери       |          |
| 2016.  | „”    | и          | суперхеројка |          |